# مملكة غانا

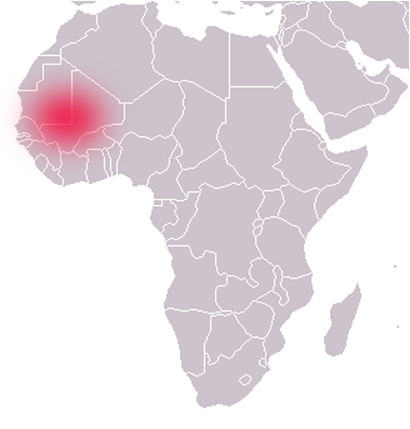
موقع إمبراطورية غانة

ظهرت إمبراطورية غانا في منطقة بينية بين الصحراء الكبرى والغابات بجنوب شرق موريتانيا. وكان الهدف من قيامها التجارة في الذهب الذي ينتج في جنوبها وتشتريه قوافل بدو الصحراء التجارية لتحمله الجمال لشمال أفريقيا. وكانت الإمبراطورية قد تحولت على أيدي المرابطين للإسلام قبل تأسيس مراكش في القرن الحادي عشر الميلادي ومما سهل دخوله إنشاء شبكة الطرق التجارية عبر الصحراء الكبرى. وقد كوّنت غانة إمبراطوريتها منذ عام 1000 م. عاصمتها كومبي صالح (Koumbi Saleh) وتمتد من وادي نهر السنغال بالغرب إلى المنحنى الكبير لنهر النيجر بالشرق، وكان الحكام يفرضون الضرائب على تجارة الذهب. وقد انهارت المملكة بحلول القرن الثالث عشر الميلادي بسبب العوامل البيئية.

## تاريخ المنشأ

### التراث الشفهي
تقول التقاليد الشفهية، التي تختلف اختلافًا كبيرًا فيما بينها، إن السلف الأسطوري لقبيلة السونينكي هو رجل يُدعى دينغا جاء «من الشرق» (ربما أسوان بمصر)، وهاجر بعد ذلك إلى مواقع مختلفة في غرب السودان، تاركًا أطفالًا من زوجات مختلفات في كل مكان. كان عليه أن يقتل إلهًا ثعبانًا (يُدعى بيدا)، ثم يتزوج من بناته، اللواتي أصبحن أسلاف العشائر التي كانت مهيمنة في المنطقة في ذلك الوقت، من أجل الاستيلاء على السلطة. تشير بعض الروايات المتوارثة إلى أنه عقد صفقة مع بيدا للتضحية بفتاة عذراء واحدة سنويًا مقابل هطول الأمطار، وتضيف روايات أخرى إمدادات ثابتة من الذهب. تنازع ابنا دينغا، خين وديابي، بعد وفاته على الملكية، وانتصر ديابي وأسس واجادو. يحدث سقوط واجادو في بعض الروايات عندما حاول أحد النبلاء إنقاذ عذراء، رغم اعتراضها، ويقتل الثعبان، مما أدى إلى إطلاق لعنة عليه وإلغاء الصفقة السابقة. يبدو أن هذه الحكاية كانت جزءًا مما كان في يوم من الأيام سردًا أطول بكثير، ولكنه مفقود الآن، إلا أن أسطورة واجادو ما تزال تتمتع بأهمية عميقة في الثقافة والتاريخ السونينكيين. تذكر ملحمة العود الغاسيري سقوط واجادو.
تؤكد تقاليد الموريين والعرب الحسانية والأمازيغ في موريتانيا أن السكان الأوائل للمناطق مثل هضبة آدرار وتكانت كانوا من السود. ظلت هذه المناطق، وهي جزء من قلب واجادو، تابعة للسونينكيين إلى حد كبير حتى القرن السادس عشر على الأقل.

### الكتاب العرب في العصور الوسطى وأصل أمازيغي
توجد أقدم المناقشات حول أصول غانا في السجلات السودانية لمحمود كعت (تاريخ الفتاش) وعبد الرحمن السعدي (تاريخ السودان). يتناول تاريخ الفتاش أصل الحكام، ويقدم ثلاث نظريات مختلفة: أنهم كانوا من قبيلة سونينكي، أو من شتات وانغارا (مجموعة سونينكي/ماندي)، والتي اعتبرها المؤلف غير محتملة، أو أنهم كانوا من قبيلة الصنهاجة الأمازيغية، وهو ما رجحه المؤلف. خلص المؤلف إلى أن «النظرية الأقرب للحقيقة هي أنهم لم يكونوا سودًا»، وجاء هذا التفسير من رأيه بأن أنساب الحكام تربطهم بالأمازيغية. يذكر تاريخ السودان أيضًا أن «أصل الحكام كان من البيض، وذلك على الرغم من أننا لا نعرف لمن ينسبون أصلهم. ومع ذلك، فإن رعاياهم كانوا من قبيلة واكور السونينكية». أشارت سجلات الإدريسي في القرن الحادي عشر وابن سعيد في القرن الثالث عشر إلى أن حكام غانا ينحدرون من عشيرة الرسول محمد صلى اللَّه عليه وسلم، إما من خلال حاميه أبو طالب بن عبد المطلب أو من خلال صهره علي بن أبي طالب.
استنتج المسؤولون الاستعماريون الفرنسيون، ولاسيما موريس ديلافوس، بشكل خاطئ أن غانا أسسها الأمازيغ، وربطوهم بأصول شمال أفريقيا والشرق الأوسط. وضع ديلافوس نظرية معقدة عن غزو «اليهود السوريين»، والذين ربطهم بشعب الفولاني (الذي شارك بالفعل في تأسيس ولاية تكرو).
يتجاهل العلماء المعاصرون فكرة الأصل الأجنبي لواجادو. يجادل ليفتزيون وسباولدينغ، على سبيل المثال، بأنه ينبغي النظر إلى شهادة الإدريسي بعين الشك بسبب الأخطاء الجسيمة في الجغرافيا والتسلسل الزمني التاريخي. يجادل عالم الآثار والمؤرخ ريموند موني بأن نظريات الكعت والسعدي استندت إلى وجود الأمازيغ البدو (بعد زوال غانا) القادمين في الأصل من ليبيا، والافتراض بأنهم كانوا من الطبقة الحاكمة في عصر سابق. تصف الروايات السابقة مثل رواية اليعقوبي (872 م)، والمسعودي (944 م)، وابن حوقل (977 م)، والبيروني (1036 م)، والبكري (1068 م) جميع السكان وحكام غانا باسم «الزنوج». انتُقِدَت أعمال ديلافوس حينها بشدة من قبل علماء مثل تشارلز مونتيل وروبرت كورنيفين وآخرين لكونها «غير مقبولة» و«مبالغ فيها للغاية بحيث لا تكون مفيدة للمؤرخين»، وخاصة فيما يتعلق بتفسيره لسلاسل الأنساب في غرب إفريقيا.

### علم الآثار الحديث وأصل محلي
بدأ العلماء منذ منتصف القرن العشرين في تفضيل أصل محلي خالص لغانا، وذلك مع توافر المزيد من البيانات الأثرية. تجمع هذه الأعمال بين علم الآثار والمصادر الجغرافية الوصفية المكتوبة بين عامي 830 و1400 م، والتاريخ من القرنين السادس عشر والسابع عشر، والتراث الشفهي. بدأ باتريك مونسون بالتنقيب في دهار تيشيت (موقع مرتبط بأسلاف السونينكي) في عام 1969، والذي يعكس بوضوح ثقافة معقدة كانت موجودة بحلول عام 1600 قبل الميلاد، وكان لها عناصر ثقافية معمارية ومادية مماثلة لتلك الموجودة في كمبي صالح في عشرينات القرن العشرين.
يوجد احتمال بأن يكون أقدم سلف من أسلاف النظام السياسي الأولي في غانا قد نشأ من مجموعة كبيرة من المشيخات الرعوية الزراعية البدائية القديمة لما قبل الماندية؛ والتي انتشرت على الجزء الغربي من حوض نهر النيجر لأكثر من ألف عام، وامتدت تقريبًا منذ 1300 قبل الميلاد حتى 300 قبل الميلاد. افترض مونسون أن الغزاة الليبيين الأمازيغ دمروا هذه الدولة المزدهرة في حوالي عام 700 قبل الميلاد؛ ولكن فتحهم لطريق تجاري شمالًا أدى في نهاية المطاف إلى تغيير الحسابات الاقتصادية من الغزو إلى التجارة، وأعاد السونينكيون الأصليون تأكيد أنفسهم في حوالي عام 300 قبل الميلاد. شكلت هذه التجارة، إلى جانب تطور تكنولوجيا صناعة الحديد، أمرًا بالغ الأهمية في تشكيل الدولة. أظهر العمل في دهار تيشيت ودهار نعمة ودهار ولاتا أنه مع تقدم الصحراء، تحركت المجموعات المحلية جنوبًا إلى المناطق المائية الجيدة في ما يعرف الآن بشمال مالي.